# Капітоненко Євген Миколайович
Євге́н Микола́йович Капіто́ненко (нар. 2 березня 1986 — пом. 5 грудня 2014) — солдат Збройних сил України, учасник російсько-української війни.

## Життєпис
Номер обслуги, 93-тя окрема механізована бригада.
Загинув 5 грудня 2014-го внаслідок обстрілу поблизу селища Піски Ясинуватського району. Тоді ж загинули майор Сергій Рибченко, молодший сержант Андрій Михайленко, старший солдат Роман Нітченко, солдати Сергій Шилов та Володимир Жеребцов.
Імовірно, похований в місті Дніпро, Краснопільське кладовище, ділянка № 79, поховання № 958.

## Нагороди та вшанування
- Указом Президента України № 506/2016 від 16 листопада 2016 року, «за особисту мужність і високий професіоналізм, виявлені у захисті державного суверенітету та територіальної цілісності України, вірність військовій присязі», нагороджений орденом «За мужність» III ступеня (посмертно)[1].
- Вшановується в меморіальному комплексі «Зала пам'яті», в щоденному ранковому церемоніалі 5 грудня[2][3].